# 安平產業園區
安平工業區是臺灣的一處產業園區，位於臺南市南區，隸屬經濟部產業園區管理局臺南分局，佔地約二百公頃，原來是魚塭及鹽田，在1971年開始開發，1975年成為工業區。